# ITV plc
ITV plc é uma empresa de comunicação social britânica que detém 13 das 15 licenças de televisão regionais que compõem a rede ITV (Channel 3), a maior e mais antiga rede comercial de televisão terrestre do Reino Unido. Foi fundada em 2004 após a fusão da Granada plc e Carlton Communications, e sua sede é localizada em Londres, Inglaterra. A ITV plc é cotada na Bolsa de Valores de Londres e é um dos componentes do Índice FTSE 250.

## História

### Pré-aquisição
A ITV plc foi o resultado da compra da Carlton pela Granada após as várias fusões e aquisições entre as empresas da rede ITV que ocorreram a partir de 1994, quando as regras de propriedade foram relaxadas.
A primeira onda de fusões começou com a Yorkshire Television adquirindo Tyne Tees Television em 1992, formando um grupo-mãe chamado Yorkshire-Tyne Tees Television. Em 1994, a Carlton Communications - que tinha uma participação de 20% na Central Independent Television - adquiriu o restante da empresa e, devido às participações da Central, herdou uma participação de 20 por cento na Meridian Broadcasting. Mais tarde naquele ano, Granada adquiriu a London Weekend Television através de uma aquisição hostil no valor de cerca de 750 milhões de libras. A MAI, que controlava a Meridian Broadcasting, adquiriu a Anglia Television e tornou-se United News & Media após a fusão com o United Newspapers - proprietários do Daily Express em 1996. As regras de propriedade, que anteriormente restringiram a propriedade de licenças de ITV por uma empresa a duas, mais 20% em um terceiro, foram flexibilizadas, e assim Carlton passou a adquirir a Westcountry Television (mais tarde renomeada Carlton, juntamente com Central), Granada adquiriu Yorkshire-Tyne Tees Television (com o grupo-mãe tornando-se Granada Media, mais tarde simplesmente Granada) e United adquiriu a HTV.
As idiossincrasias e o modelo de negócio da futura operação da ITV plc podem ser encontradas na forma como estes novos conglomerados operavam as suas franquias. Carlton renomeou todas as suas estações com o seu próprio nome, criando uma única identidade em toda a extensão do território inglês. Em contraste, Granada e United, mantendo os nomes dos franqueados, centralizaram os seus departamentos: a Granada em Leeds e a United em Southampton. As três, no entanto, fundiram as operações de produção de rede de suas franquias, criando Carlton Productions, Granada Content e United Productions.
No final da década de 1990, havia três proprietários dominantes das franquias ITV na Inglaterra e no País de Gales: Carlton Communications, Granada plc e United News and Media. Em 2000, após uma tentativa fracassada de fusão com Carlton, a UNM decidiu deixar a ITV e Granada comprou todas as franquias da UNM, mas vendeu a HTV para Carlton, para cumprir a porcentagem de audiência permitida por um único interesse em radiodifusão. Manteve o braço de produção da HTV, no entanto, mudando-o para Granada Bristol e mudando-a de Bath Road para um novo escritório menor em Whiteladies Road (perto da BBC). Este ramo da empresa fechou em 2006, após a racionalização posterior das operações de produção da ITV. A última franquia independente da ITV na Inglaterra e País de Gales, Border Television, foi comprada pelo Capital Group em 2000, e foi vendida para Granada em 2001, com os ativos de rádio da Border sendo mantidos pela Capital Radio plc.

### Aquisição

Logotipo usado de 2 de fevereiro de 2004 a 15 de janeiro de 2006

Em 2004, Granada comprou Carlton e renomeou-se ITV plc, uma empresa única para todas as franquias ITV na Inglaterra e no País de Gales. Uma das consequências da fusão foi (segundo a empresa) o excesso de capacidade dos estúdios e unidades de produção em todo o país, que antes eram rivais, mas agora faziam parte do mesmo grupo. Para economizar custos, várias grandes sedes regionais, estúdios e departamentos de programas foram fechados e fundidos. Entre as vítimas estavam as instalações de estúdio da Tyne Tees em Newcastle upon Tyne, Meridian em Southampton, Central em Nottingham e Anglia em Norwich. Em todos os casos, a ITV transferiu o franqueado regional para um novo local completo com instalações de alta tecnologia para produção de notícias, mas com um número mínimo de estúdios (fisicamente menores) e com a perda de muitos empregos. O departamento de programas fatuais de Tyne Tees fundiu-se com o de Yorkshire em Leeds (que desde então fechou e ressurgiu como Shiver Productions); A produção de programas de fatos e esportivos da Meridian mudou-se para Londres; toda a produção da rede em Nottingham foi realocada para Londres, Manchester ou Leeds (e o estúdio local Central News mudou-se para Birmingham), e Anglia Factual foi reduzida a uma operação de satélite da ITV Studios e produziu principalmente produtos para o mercado internacional ou terceiros no Reino Unido. Ela acabou sendo encerrada em janeiro de 2012.

### Pós-aquisição
Antes da aquisição, e apesar de serem rivais dentro da ITV, Granada e Carlton já haviam estado envolvidas em várias joint ventures, incluindo a operadora de televisão digital terrestre ITV Digital que faliu e entrou em colapso em 2002. Eles também possuíam o canal digital ITV2, que tinha sido lançado em dezembro de 1998, e 65% do (renomeado) ITV News Channel, anteriormente de propriedade da ITN e foi lançado originalmente como o ITN News Channel. Além de consolidar sua participação (agora de 40%) na própria ITN, a empresa recém-fundida foi capaz de comprar a participação final de 35% no ITV News Channel dos parceiros originais da ITN, NTL, em abril de 2004. Em novembro do mesmo ano, e após um acordo frenético de última hora com a BSkyB para comprar sua metade da joint venture Granada Sky Broadcasting, eles lançaram o canal digital ITV3, substituindo Granada Plus que a ITV plc fechou em satélite e cabo. Um ano depois, lançaram a ITV4. No entanto, devido a problemas de multiplex (e ao fato de estar perdendo dinheiro), o ITV News Channel teve suas horas em Freeview controversivamente reduzidas, e foi finalmente fechado em 23 de dezembro de 2005, com seu espaço Freeview sendo substituído por ITV4 e CIFV, que foram lançados em novembro de 2005 e março de 2006, respectivamente.
Em 27 de abril de 2005, a ITV plc comprou a SDN, detentora da franquia digital terrestre da Multiplex A (agora transmitindo dez canais) de seus acionistas, S4C e UBM, por £ 134 milhão. Em abril de 2006, foi lançado o canal de participação ITV Play. Também foi um bloqueio de noite na ITV1. Após uma série de escândalos em torno da TV de participação, o canal dedicado ITV Play foi fechado em março de 2007, seguido pelos programas de teste de telefone de noite no ITV Network em dezembro de 2007, no entanto, a marca continuou a ser usada por um tempo para parte da seção de jogos do Itv.com. Em agosto de 2006, a empresa vendeu a sua participação de 45% na TV3 Ireland, que havia sido comprada pela Granada em 2001, para a Doughty Hanson & Co.

### Reorganização

Logotipo usado de 16 de janeiro de 2006 a 13 de janeiro de 2013

Houve rumores de propostas de aquisição e de fusão durante 2006. Por exemplo, em 9 de novembro de 2006, a NTL anunciou que tinha contatado a ITV plc sobre uma fusão proposta. A fusão foi efetivamente bloqueada pela British Sky Broadcasting (BSkyB) em 17 de novembro de 2006, quando comprou uma participação de 17,9% na ITV plc por £ 940 milhões, uma medida que atraiu a raiva do acionista da NTL Richard Branson e uma investigação do regulador de mídia e telecomunicações Ofcom. Em 6 de dezembro de 2006, a NTL anunciou que tinha apresentado uma queixa ao Escritório de Comercio Justo sobre a medida da BSkyB. A NTL declarou que tinha retirado sua tentativa de comprar a ITV plc, citando que não acreditava que houvesse qualquer possibilidade de fazer um acordo em condições favoráveis. Ao mesmo tempo que a oferta da NTL, RTL, então proprietário do Channel 5, também foi rumorizado estar preparando uma oferta para a ITV plc, com a possibilidade de uma troca de ações com a BSkyB; o plano teria visto a RTL adquirir a participação da BSkyB na ITV plz (com o objetivo de novas aquisições de ações no futuro) em troca da BSkyB assumindo o controle total do Channel 5. No final, nenhum movimento foi feito sobre este possível acordo e a RTL vendeu o Channel 5 para a Northern & Shell Network de Richard Desmond em julho de 2010.
A empresa entrou em uma série de eliminações de atividades não-céreas: em março de 2009 a empresa vendeu seu investimento na Friends Reunited (um site dedicado a reunificar ex-amigos ou colegas de escola em vários países) que tinha adquirido em dezembro de 2005. Também em maio de 2009, a empresa vendeu Carlton Screen Advertising (o maior negócio de publicidade de cinema na República da Irlanda e na Irlanda do Norte e agora conhecido como Wide Eye Media).
Em 2010, foi lançada uma reorganização empresarial em larga escala, chamada de "Plano de Transformação de Cinco Anos". Graças a uma gestão rigorosa do capital de giro e à gestão dos custos, alguns dos objetivos fixados já foram alcançados em 2012. Estes incluem uma atualização do ranking (de BB− para BB+), um aumento na participação do público e redução da dívida (de dívida líquida de £730 milhões no final de 2008, para uma posição líquida positiva de £16 milhões no final do primeiro trimestre de 2012).
Em dezembro de 2013, a empresa vendeu a participação restante no STV Group plc (proprietário das franquias Scottish e Grampian ITV), que havia sido comprada por Carlton em 1999.  Em 19 de agosto de 2015, a ITV comprou a UTV por £ 100 milhões, garantindo que 13 das 15 licenças (não detém as duas na Escócia) estavam sob seu controle.
Em 2022, a empresa anunciou a chegada do ITVX, que seria a primeira plataforma integrada de publicidade e streaming financiada por assinatura da Grã-Bretanha, e complementaria seu serviço de atualização, ITV Hub, e incluiria acesso ao BritBox. Em 1 de junho de 2022, foi anunciado que seria rebaixado do FTSE 100 e se tornaria constituinte do Índice FTSE 250 em 20 de junho. Em 28 de fevereiro de 2024, a ITV plc revelou uma atualização da marca corporativa, reforçando seus três pilares estratégicos de expansão de estúdios, turbinando o streaming e otimizando a transmissão. O novo logotipo é uma nova versão colorida do logotipo introduzido em 2013.

## Operações

### Organização
ITV plc está dividido em duas divisões:
- Mídia e entretenimento, que opera as redes de TV (incluindo o ITV News Group, que administra os licenciados regionais da ITV)
- ITV Studios, que compreende a produção de conteúdo no Reino Unido e internacional.

### Licença de redes

Licenças de propriedade da ITV em 2004 (Canal de TV desde 2011)

Licenças de propriedade da ITV desde 2016

Através da ITV Broadcasting Ltd, a ITV plc detém 13 de um total de 15 licenças da rede ITV, sendo a STV detentora de duas licenças da ITV na Escócia. A ITV plc detém todas as licenças na Inglaterra e País de Gales, e as únicas nas Ilhas do Canal e na Irlanda do Norte:
| Área do serviço de licença                      | Licença mantida desde | Nome do Serviço        | Antigo Nome                    | Antigo Titular             |
| ----------------------------------------------- | --------------------- | ---------------------- | ------------------------------ | -------------------------- |
| Leste da Inglaterra                             | Dezembro de 2006      | ITV Granada            | Granada Television             | Granada plc                |
| Londres (nos fins de semana)                    | Novembro de 2008      | ITV London             | London Weekend Television      | Granada plc                |
| Noroeste da Inglaterra                          | Novembro de 2008      | ITV Tyne Tees          | Tyne Tees Television           | Granada plc                |
| Leste da Inglaterra                             | Novembro de 2008      | ITV Anglia             | Anglia Television              | Granada plc                |
| Yorkshire, Lincolnshire e Norte de Norfolk      | Novembro de 2008      | ITV Yorkshire          | Yorkshire Television           | Granada plc                |
| Fronteira da Inglaterra/Escócia e a Ilha de Man | Novembro de 2008      | ITV Border             | Border Television              | Granada plc                |
| Sul e Sudeste da Inglaterra                     | Novembro de 2008      | ITV Meridian           | Meridian Broadcasting          | Granada plc                |
| Londres (dias da semana)                        | Novembro de 2008      | ITV London             | Carlton Television             | Carlton Communications plc |
| Midlands                                        | Novembro de 2008      | ITV Central            | Central Independent Television | Carlton Communications plc |
| Sudoeste da Inglaterra                          | Novembro de 2008      | ITV Westcountry        | Westcountry Television         | Carlton Communications plc |
| Oeste da Inglaterra                             | Novembro de 2008      | ITV West Country       | HTV (Harlech Television)       | Carlton Communications plc |
| País de Gales                                   | Novembro de 2008      | ITV Cymru Wales        | HTV (Harlech Television)       | Carlton Communications plc |
| Irlanda do Norte                                | Fevereiro de 2016     | UTV                    | -                              | UTV Media plc              |
| Ilhas do Canal                                  | Março de 2017         | ITV Channel Television | Channel Television             | -                          |

A ITV plc também é a única proprietária da franquia nacional de televisão de café da manhã da ITV, ITV Breakfast, anteriormente conhecida como GMTV, que vai ao ar e produz Good Morning Britain e Lorraine.

### Canais
| Canal    | Tipo                                     | Data de lançamento                              | Propósito                                                                           |
| -------- | ---------------------------------------- | ----------------------------------------------- | ----------------------------------------------------------------------------------- |
| ITV1/UTV | Licença de rede em 13 das 15 regiões ITV | 22 de setembro de 1955 – 14 de setembro de 1962 | Canal principal da ITV                                                              |
| ITV2     | Pertencendo na totalidade                | 7 de dezembro de 1998                           | Destinado à faixa etária de 16 a 34 anos                                            |
| ITV3     | Pertencendo na totalidade                | 1 de novembro de 2004                           | Repetições de dramas da ITV                                                         |
| ITV4     | Pertencendo na totalidade                | 1 de novembro de 2005                           | Esportes, filmes clássicos cult, dramas norte-americanos e programas de ação da ITV |
| ITVBe    | Pertencendo na totalidade                | 8 de outubro de 2014                            | Reality shows e programas improvisados                                              |

### Blocos de programação infantil
A ITV plc administra programação infantil por meio de blocos infantis de televisão. O primeiro é o antigo bloco infantil CITV (anteriormente conhecido como Children's ITV), lançado em 3 de janeiro de 1983 na ITV.  Atualmente o bloco é transmitido pela ITV2 após ser transferido para 2 de setembro de 2023, manhã seguinte ao encerramento do canal CITV. Atualmente está sendo transmitido entre 5h e 9h, todos os dias.  O segundo é o bloco pré-escolar dedicado, LittleBe, lançado em 3 de setembro de 2018. Atualmente é transmitido entre 9h e 12h, todos os dias, no ITVBe. O lançamento deste bloco deveria substituir seu antecessor denominado Mini CITV, lançado originalmente em 7 de janeiro de 2014 no Canal CITV. O Mini CITV terminou em 7 de janeiro de 2014, quando o canal CITV removeu toda a programação pré-escolar de suas programações durante a semana e finais de semana, com exceção de Sooty.

### Streaming
A ITV lançou seu primeiro serviço sob demanda como ITV Catch Up. Foi rebatizado de ITV Player em 5 de dezembro de 2008. Em 23 de novembro de 2015, o aplicativo e o site foram renomeados como ITV Hub. Um serviço de assinatura paga permite que os usuários assistam conteúdo sem anúncios e baixem.
Em novembro de 2022, a ITV anunciou um novo serviço de streaming para substituir o ITV Hub. Foi lançado em 8 de dezembro de 2022. A ITVX fornecerá arquivos de programas, programas e filmes da ITV para os quais a ITV plc possui a licença, eventos ao vivo e programação original. No total, a ITV afirma que o serviço terá 10 mil horas de conteúdo. Haverá um nível gratuito com suporte de anúncios e uma assinatura premium que será livre de anúncios e permitirá acesso ao BritBox.

## Links externos
- «Sítio oficial»